# Рогош
Рого̀ш е село в Южна България. То се намира в община Марица, област Пловдив.

## География
Рогош се намира в Горнотракийската низина на 7 км североизточно от град Пловдив на надморска височина 100 – 199 м. Площта на селото е 2711,2 ha.

## История
Село Рогош е създадено около 1576 г. под имената Рогуш и Кебър. По-късно са съществували две села – Малък Рогош и Голям Рогош. По време на османската власт селището се установило на левия бряг на река Марица на 12 км източно от град Пловдив, в близост до „Друма“ – стратегическия път на турските кервани. Жители на селото нападали керваните и избивали съпровождащата ги потеря. Турски съгледвачи, забелязали печат от ограбен керван върху плата на сукмана на местна жителка, впоследствие предизвикват масово клане и опожаряване на селото. Малкото оцелели се заселват в местността Юрта, за което свидетелстват намерени гробищни камъни, монети, гърнета, тухли. Вероятна причина за преместването на селото от местността „Юрта“ на сегашното му място през 1760 г. е маларията.
През 20-те години на XX век в селото за кратко съществува толстоистка колония.

## Население
Брой на населението според преброяванията през годините:
| \| Година на преброяване \| Численост \| \| --------------------- \| --------- \| \| 1934 \| 1985 \| \| 1946 \| 2527 \| \| 1956 \| 2781 \| \| 1965 \| 2746 \| \| 1975 \| 2937 \| \| 1985 \| 3053 \| \| 1992 \| 2999 \| \| 2001 \| 3063 \| \| 2011 \| 3113 \| \| 2021 \| 3213 \| |           |
| Година на преброяване | Численост |
| 1934 | 1985      |
| 1946 | 2527      |
| 1956 | 2781      |
| 1965 | 2746      |
| 1975 | 2937      |
| 1985 | 3053      |
| 1992 | 2999      |
| 2001 | 3063      |
| 2011 | 3113      |
| 2021 | 3213      |

### Етнически състав
Преброяване на населението през 2011 г.
Брой и дял на етническите групи според преброяването на населението през 2011 г.:
| Общо                | Брой | Дял (в %) |
| Общо                | 3113 | 100,00    |
| ------------------- | ---- | --------- |
| Българи             | 2289 | 73,53     |
| Турци               | 19   | 0,61      |
| Цигани              | 344  | 11,05     |
| Други               | 4    | 0,12      |
| Не се самоопределят | 5    | 0,16      |
| Неотговорили        | 452  | 14,51     |

## Религии
Православно християнство.

## Обществени институции
В Рогош има кметство, поща, читалище, училище, красива детска градина и футболен отбор.

## Културни и природни забележителности
В селото са издигнати 2 паметника, посветени на незнайния воин и на участвалите във войните.

## Личности
По-известни личности на селото са:
- Тодор Чонов (1945 - ) – поет, автор е на сборниците със стихове „Изпит“(1978), „Тревожен кръг“ (1980), „Сълза“ (1983) и „Ъгъл“ (1988); редактор, завеждащ редакция „Българска художествена литература“ при Държавно издателство „Христо Г. Данов“, управител на вестник „Глас“; учредител на Радикалдемократическата партия – Пловдив и на Дружество на пловдивските писатели и негов председател.
- Проф. д-р Желязко Христов (1948 – 2010) – хуманен лекар, хирург, професор в Пловдивския медицински университет, декан на Факултета по обществено здраве, председател на КНСБ
- Проф. д-р инж. Атанас Ламбрев (1943 – 2018) – професор, доктор на техническите науки, машинен инженер. Професор в Университет по хранителни технологии-Пловдив
- Доц. д-р инж. Ангел Трифонов (1956 - ) – доцент, доктор на техническите науки, машинен инженер. Доцент в Аграрен университет-Пловдив, катедра „Механизация на земеделието“
- Гл. ас. д-р Георги Латев – доктор по астрофизика и звездна астрономия. Работи в Българската академия на науките (БАН), където е главен асистент в Института по астрономия.